# Yeon-dong, Jeju
Yeon-dong (koreanska: 연동)  är en stadsdel i staden Jeju i provinsen Jeju i den södra delen av Sydkorea, 500 km söder om huvudstaden Seoul. Yeon-dong ligger på norra delen av ön Jeju. 